# Joseph Urban
Joseph Urban (Vienna, 26 maggio 1872 – New York, 10 luglio 1933) è stato un architetto, scenografo e designer austriaco naturalizzato statunitense.

## Biografia
Urban emigrò negli Stati Uniti nel 1912 per diventare scenografo per la Boston Opera Company. Due anni dopo, si trasferì a New York dove lavorò per le Ziegfeld Follies e per il Metropolitan. Uno dei suoi clienti più importanti fu l'editore William Randolph Hearst.

## Spettacoli teatrali
- Ziegfeld Follies of 1915 (Broadway, 25 giugno 1915)
- Around the Map (Broadway, 1º novembre 1915)
- Pom-pom (Broadway, 28 febbraio 1916)
- Caliban of the Yellow Sands (Broadway, 24 maggio 1916)
- Ziegfeld Follies of 1916 (Broadway, 12 giugno 1916)
- Flora Bella (Broadway, 11 settembre 1916)
- Miss Springtime (Broadway, 25 settembre 1916)
- The Century Girl (Broadway, 6 novembre 1916)
- Dance and Grow Thin (Broadway, 18 gennaio 1917)
- Nju (Broadway, 22 marzo 1917)
- Ziegfeld Follies of 1917 (Broadway, 12 gennaio 1917)
- The Riviera Girl (Broadway, 24 settembre 1917)
- Jack O'Lantern (Broadway, 16 ottobre 1917)
- Miss 1917, libretto di Guy Bolton e P. G. Wodehouse (Broadway, 5 novembre 1917)
- The Rainbow Girl (Broadway, 1º aprile 1918)
- Ziegfeld Follies of 1918 (Broadway, 18 giugno 1918)
- Ziegfeld Midnight Frolic (1918) (Broadway, luglio 1918)
- Head Over Heels (Broadway, 29 agosto 1918)
- Glorianna (Broadway, 28 ottobre 1918)
- The Canary (Broadway, 4 novembre 1918)
- Ziegfeld Follies of 1919 (Broadway, 16 giugno 1919)
- Ziegfeld Nine O'Clock Review (Broadway, settembre 1919)
- Apple Blossoms (Broadway, 7 ottobre 1919)
- The Rose of China (Broadway, 25 novembre 1919)
- Morris Gest's "Midnight Whirl" (Broadway, 27 dicembre 1919)
- Smilin' Through (Broadway, 30 dicembre 1919)
- Ziegfeld Follies of 1920 (Broadway, 22 giugno 1920)
- Sally (Broadway, 21 dicembre 1920)
- Ziegfeld Midnight Frolic (1920) (Broadway, 1º febbraio 1921)
- Ziegfeld Follies of 1921 (Broadway, 21 giugno 1921)
- The Merry Widow revival (Broadway, 5 settembre 1921)
- The Love Letter (Broadway, 4 ottobre 1921)
- Ziegfeld Follies of 1922 (Broadway, 5 giugno 1922)
- The Yankee Princess (Broadway, 2 ottobre 1922)
- Ziegfeld Follies of 1923 (Summer Edition) (Broadway, 25 giugno 1923)
- Sally (Broadway, 17 settembre 1923)
- Ziegfeld Follies of 1923 (Broadway, 20 ottobre 1923)
- Song of the Flame (Broadway, 30 dicembre 1925)
- No Foolin'  (Broadway, 24 giugno 1926)
- The Wild Rose (Broadway, 20 ottobre 1926)
- Betsy (Broadway, 28 dicembre 1926)
- Yours Truly (Broadway, 25 gennaio 1927)
- Rio Rita (Broadway, 2 febbraio 1927)
- Ziegfeld Follies of 1927 (Broadway, 16 agosto 1927)
- Golden Dawn (Broadway, 30 novembre 1927)
- Show Boat (Broadway, 27 dicembre 1927)
- Rosalie (Broadway, 10 gennaio 1928)
- The Three Musketeers (Broadway, 13 marzo 1928)
- Treasure Girl (Broadway, 8 novembre 1928)
- Whoopee! (Broadway, 4 dicembre 1928)
- Polly (Broadway, 8 gennaio 1929)
- Ziegfeld Midnight Frolic (1929) (Broadway, aprile 1929)
- Show Girl (Broadway, 2 luglio 1929)
- Sons O' Guns (Broadway, 26 novembre 1929)
- Ripples (Broadway, 11 febbraio 1930)
- Flying High (Broadway, 3 marzo 1930)
- Princess Charming (Broadway, 13 ottobre 1930)
- Smiles (Broadway, 18 novembre 1930)
- Ziegfeld Follies of 1931 (Broadway, 1º luglio 1931)
- George White's Scandals (1931) (Broadway, 14 settembre 1931)
- The Good Fairy (Broadway, 24 novembre 1931)
- Hot-Cha! (Broadway, 8 marzo 1932)
- Show Boat (revival) (Broadway, 19 maggio 1932)
- Music in the Air (Broadway, 8 novembre 1932)
- The Good Fairy (revival) (Broadway, 17 novembre 1932)
- Melody (Broadway, 14 febbraio 1933)

## Filmografia
- The World and His Wife, regia di Robert G. Vignola (1920)
- The Restless Sex, regia di Robert Z. Leonard e Leon D'Usseau - architetto scenografo (1920)
- Buried Treasure, regia di George D. Baker (1921)
- Proxies, regia di George D. Baker (1921)
- Enchantment, regia di Robert G. Vignola (1921)
- The Woman God Changed, regia di Robert G. Vignola (1921)
- Get-Rich-Quick Wallingford, regia di Frank Borzage - scenografia (1921)
- Just Around the Corner, regia di Frances Marion - scenografia (1921)
- Back Pay, regia di Frank Borzage (1922)
- Boomerang Bill, regia di Tom Terriss (1922)
- Bride's Play, regia di George W. Terwilliger (1922)
- Beauty's Worth, regia di Robert G. Vignola - scenografia (1922)
- La giovane Diana (The Young Diana), regia di Albert Capellani e Robert G. Vignola - scenografia (1922)
- Sisters, regia di Albert Capellani (1922)
- Find the Woman, regia di Tom Terriss - set designer (1922)
- The Beauty Shop, regia di Edward Dillon (1922)
- Armi ed amori (When Knighthood Was in Flower), regia di Robert G. Vignola (1922)
- Adam and Eva, regia di Robert G. Vignola (1923)
- Unseeing Eyes, regia di E.H. Griffith (1923)
- Little Old New York, regia di Sidney Olcott - architetto scenografo (1923)
- Under the Red Robe, regia di Alan Crosland (1923)
- I nemici delle donne (Enemies of Women), regia di Alan Crosland (1923)
- Yolanda, regia di Robert G. Vignola (1924)
- L'ombra di Washington (Janice Meredith), regia di E. Mason Hopper - architetto scenografo (1924)
- Il boxeur e la ballerina (The Great White Way), regia di E. Mason Hopper (1924)
- Through the Dark, regia di George W. Hill - set decoration (1924)
- La voce del sangue (Never the Twain Shall Meet), regia di Maurice Tourneur - set decoration (1925)
- Zander the Great, regia di George W. Hill (1925)
- Rinascita (The Man Who Came Back), regia di Raoul Walsh (1931)
- Fiamme di gelosia (Doctors' Wives), regia di Frank Borzage (1931)
- Ripudiata (East Lynne), regia di Frank Lloyd - architetto scenografo (1931)

## Scenografie cinematografiche

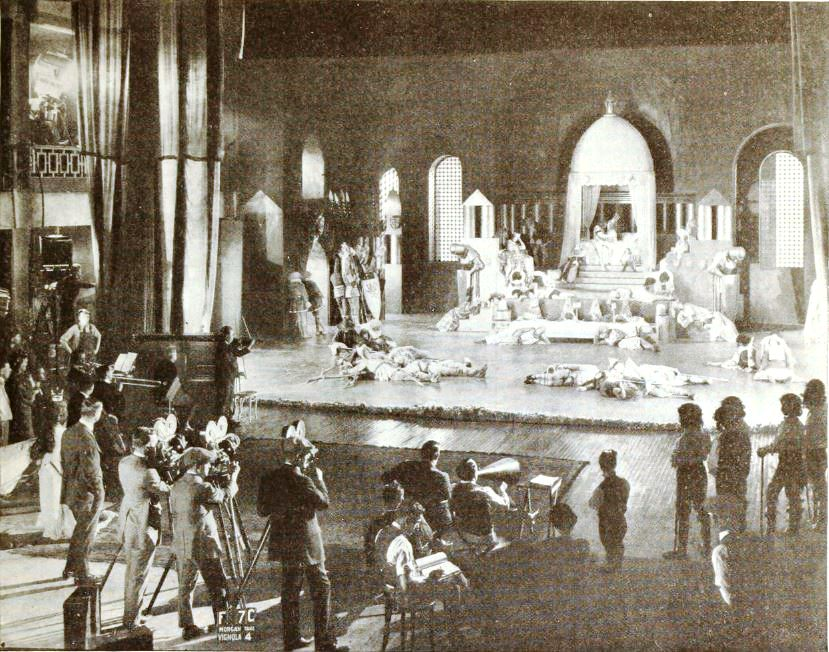
Sul set di Enchantment (1921)
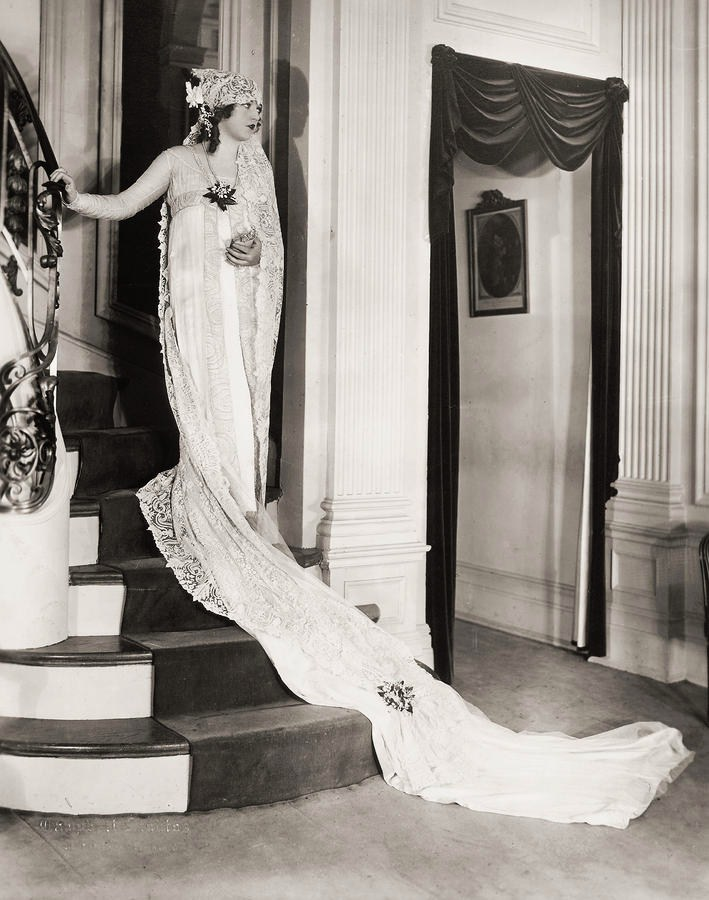
Bride's Play (1922)
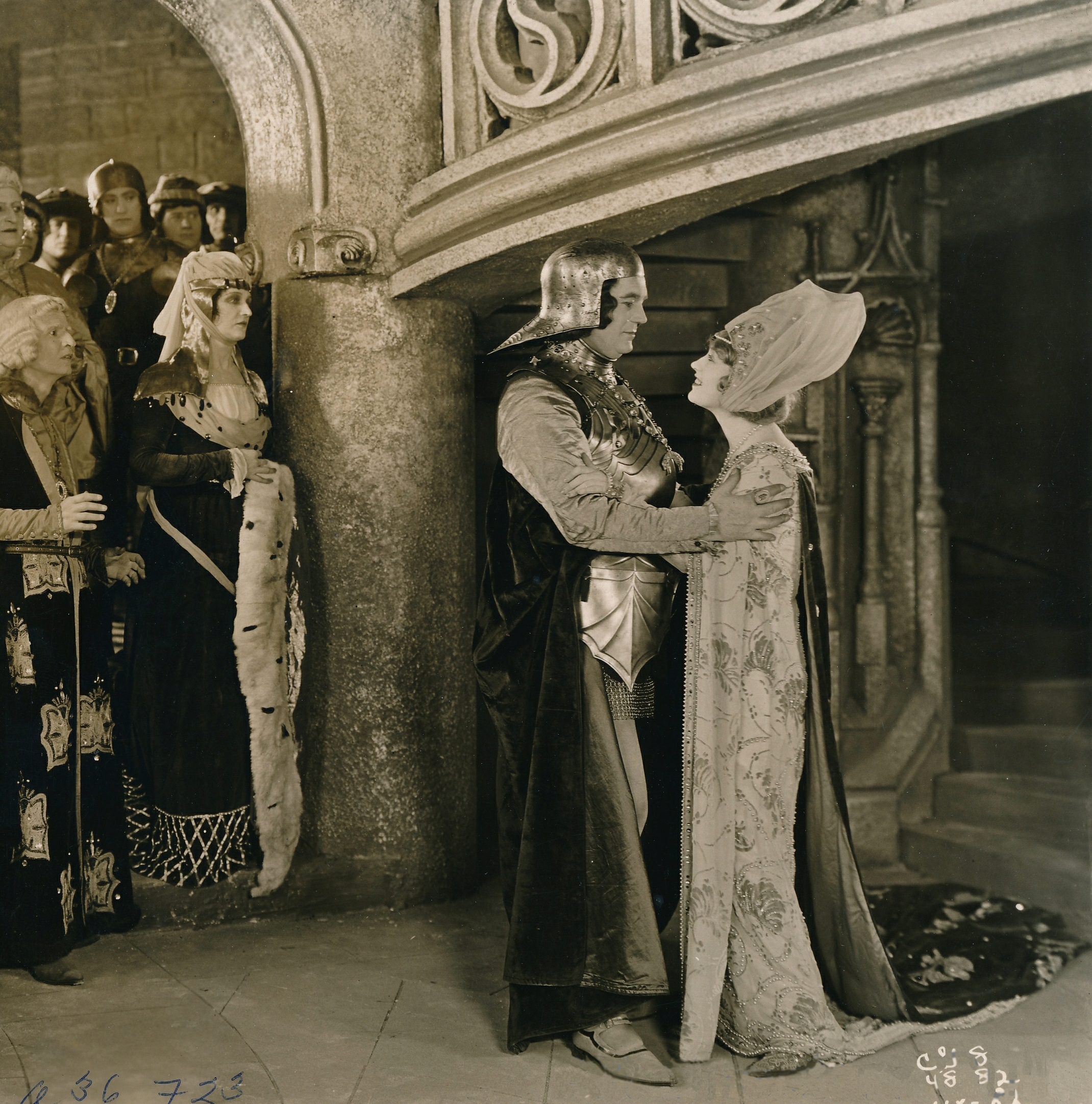
When Knighthood Was in Flower (1922)
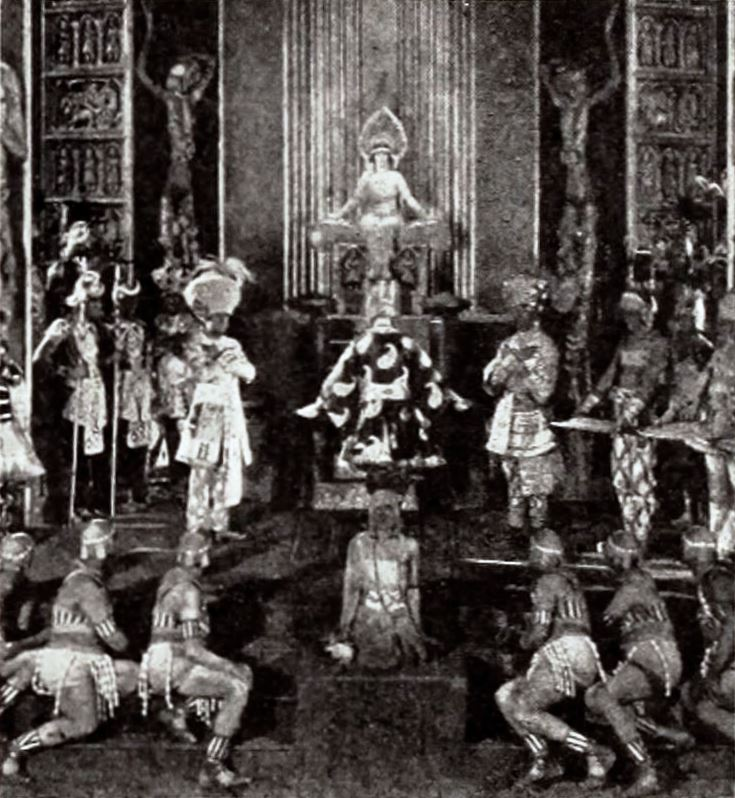
Beauty's Worth (1922)